# Der Mann, der den Mord beging
Pour plus de détails, voir Fiche technique et Distribution.
Der Mann, der den Mord beging est un film allemand réalisé par Curtis Bernhardt, sorti en 1931.
Il s'agit de la version allemande du film français L'Homme qui assassina réalisé par Curtis Bernhardt et Jean Tarride sorti la même année.

## Synopsis
En 1912, à Constantinople, le marquis de Sévigné, colonel français, vient d'arriver pour conseiller l'armée turque du sultan. Sur place, il rencontre le britannique Lord Falkland et son meilleur confident, le prince Stanislas Cernuwicz, l'attaché de l'ambassade de Russie. Le même soir, le secrétaire de la police ottomane, Mehmed Pacha, déclare au colonel que le Britannique est directeur de l'administration de la dette publique ottomane, il peut être un homme puissant dont il faudrait se méfier. Falkland est marié à Lady Mary, une femme presque enfantine, très affligée par l'échec de son mariage et la vie dans l'Empire. Quand Sévigné fait la connaissance de Lady Mary, il est impressionné par l'amour et la tendresse avec laquelle la femme parle de son fils. Le lendemain, il se rend chez elle, il est accueilli par Lady Edith. Elle n'est pas seulement la cousine de lord Falkland, mais aussi sa maîtresse.
Le marquis de Sévigné découvre rapidement les tensions qui existent dans cette maison. Edith n'a pas dit son arrivée à Mary, qui est complètement surprise de le trouver dans la villa. Le malheur de Mary est évident : elle parle à demi-mot d'un divorce possible de son mari despotique, Mary dit au Français que ce n'est pas une option pour elle, car sinon lord Falkland lui prendrait leur fils. Falkland fait tout pour intimider sa propre femme et la bannir de son environnement. Après une provocation du côté d'Edith, Mary obéit et déménage dans la maison du jardin. Avec l'aide du prince Cernuwicz, opposé à Falkland, le Britannique parvient à compromettre son épouse. Elle demande de l'aide et découvre son mari qui tient dans ses bras Edith. Falkland accepte maintenant le divorce et renonce même à son enfant. Sévigné, qui assiste à cette scène dégradante, est choqué mais n'intervient pas.
Trois heures plus tard, Lord Falkland est retrouvé mort, on lui a tiré dessus. Rapidement le soupçon va sur le prince Stanislas Cernuwicz. Le colonel Sévigné va voir le ministre de l'Intérieur auprès duquel il a gagné sa confiance et s'accuse du meurtre. Mehmed Pacha discute de toutes les circonstances et de tout ce qui concerne le comportement de Lord Falkland envers sa femme. Il trouve ce meurtre légitime et ne mène pas l'enquête plus loin. Il recommande à Sévigné de quitter l'Empire ottoman. Il lui explique qu'il passera sinon devant un tribunal spécial. Un peu plus tard, Lady Mary reçoit une lettre du marquis qui lui annonce son départ.

## Fiche technique
- Titre : Der Mann, der den Mord beging
- Réalisation : Curtis Bernhardt
- Scénario : Heinz Goldberg, Henry Koster, Harry Kahn, Carl Mayer d'après le roman de Claude Farrère et la pièce de Pierre Frondaie
- Musique : Hans J. Salter
- Direction artistique : Arno Richter, Hermann Warm
- Costumes : Alexandre Arnstam
- Photographie : Curt Courant
- Son : Gerhard Goldbaum
- Montage : László Benedek
- Producteur : Curt Melnitz, Ralph Scotoni
- Société de production : Terra Filmkunst
- Société de distribution : Terra Filmverleih
- Pays de production :  République de Weimar
- Langue : allemand
- Format : Noir et blanc - 1,20:1 - Mono - 35 mm
- Genre : Drame
- Durée : 93 minutes
- Dates de sortie :
  - République de Weimar : 23 janvier 1931.
  - Finlande : 22 mars 1931.
  - Pays-Bas : 5 juin 1931.
  - Danemark : 5 septembre 1932.

## Distribution
- Conrad Veidt : Le colonel marquis de Sévigné
- Heinrich George : Lord Edward Falkland
- Trude von Molo : Lady Mary Falkland, son épouse
- Rolf Drucker (de) : Leur fils
- Friedl Haerlin (de) : Lady Edith, la cousin de lord Falkland
- Friedrich Kayßler : Mehmed Pascha, ministre de l'Intérieur
- Grigori Chmara : Le prince Stanislas Cernuwicz
- Erich Ponto : Bouchet, l'ambassadeur de France
- Frieda Richard : Lady Foult
- Hans-Joachim Moebis (de) : Terrail
- Yvette Rodin : sa femme
- Bruno Ziener : Prospère, le majordome de Sévigné

## Crédit d'auteurs
- (de) Cet article est partiellement ou en totalité issu de l’article de Wikipédia en allemand intitulé « Der Mann, der den Mord beging » (voir la liste des auteurs).